# بروتين الطور الحاد

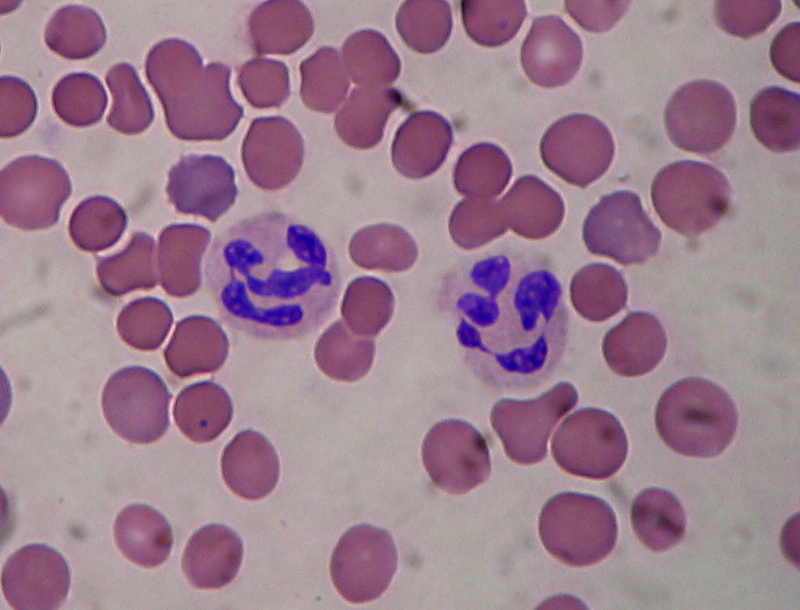

بروتينات الطور الحاد (بالإنجليزية: Acute-phase proteins)‏ هي صنف من البروتينات التي يرتفع تركيزها في البلازما (أو بروتينات الطور الحاد الموجبة) أو ينخفض (أو بروتينات الطور الحاد السالبة) في الاستجابة للالتهاب. تسمى الاستجابة بتفاعل الطور الحاد (بالإنجليزية: acute-phase reaction)‏ أو استجابة الطور الحاد (بالإنجليزية: acute-phase response)‏.
في حالة الاستجابة لإصابة، تقوم خلايا التهابية في مكان الإصابة (مثل الخلايا الحبيبية المتعادلة والخلايا الأكولة الكبيرة) بإفراز مجموعة من السيتوكينات في الدم، ومن أبرزها إنترلوكينات 1 و6 و8 وعامل نخر الورم ألفا. يستجيب الكبد من خلال إنتاج كميات كبيرة من متفاعلات الطور الحاد. بالمقابل، سينخفض إنتاج عدد من البروتينات، لذلك تدعى هذه البروتينات بمتفاعلات الطور الحاد السلبية. قد تساهم الزيادة في بروتينات الطور الحاد المنتجة في الكبد بتفاقم الإنتان.

## بروتينات الطور الحاد الإيجابية
تساهم بروتينات الطور الحاد الإيجابية (وهي جزء من جهاز المناعة الفطرية) في وظائف فسلجية مختلفة في الجهاز المناعي. يقوم قسم منها بتدمير أو منع نمو الميكروبات، مثل البروتين المتفاعل-C واللكتين الرابط للمانوز, والعوامل المتممة وفيريتين وسيرولوبلاسمين ونشواني المصل أ وهابتوغلوبين. تعطي بروتينات أخرى ارتجاعا سلبيا على الاستجابة الالتهابية، مثل السربينات. تؤثر عوامل التخثر وألفا 2-غلوبولين كبروي على التخثر بشكل رئيسي من خلال تنشيطها. قد يكون لهذا التأثير المخثر للدم تأثير محدد لعدوى من خلال إيقاع العوامل الممرضة في فخ الخثرة. كما تساهم بعض نواتج نظام التخثر في جهاز المناعة الفطرية من خلال قدرتها على زيادة النفاذية الوعائية وتقوم بدور عوامل انجذاب كيميائي للخلايا البلعمية.
| البروتين                                                  | وظيفة الجهاز المناعي                                                                                 |
| --------------------------------------------------------- | --- |
| البروتين المتفاعل-C                                       | أبسونين على الميكروبات (ليس بروتين طور حاد في الفئران)                                               |
| مكونات نشواني المصل P                                     | أبسونين                                                                                              |
| نشواني المصل أ                                            | - تجميع الخلايا المناعية إلى مكان الالتهاب - يحفيز الإنزيمات التي تحطم نسيج خارج الخلية              |
| العوامل المتممة                                           | تأثير أبسونين وانحلال وتكتل الخلايا المستهدفة. انجذاب كيميائي                                        |
| اللكتين الرابط للمانوز                                    | سبيل اللكتين الرابط للمانان لتفعيل الجملة المتممة                                                    |
| فيبرينوجين وبروثرومبين والعامل الثامن وعامل فون ويل براند | عوامل التخثر, تحجز الميكروبات الداخلة للجسم في الخثرة الدموية. يتسبب قسم منها بانجذاب كيميائي        |
| مثبط منشط البلازمينوجين PAI-1                             | يمنع تآكل الخثرة الدموية من خلال تثبيط البلازمينوجين                                                 |
| ألفا 2-غلوبولين كبروي                                     | - مثبط للتخثر من خلال تثبيط الثرومبين. - مثبط لانحلال الفبرين من خلال تثبيط البلازمين                |
| فيريتين                                                   | يربط الحديد ويثبط أخذ الميكروب للحديد                                                                |
| هيبسيدين                                                  | ينشط تدخيل الفيروبورتين ويمنع إطلاق الحديد المرتبط بالفيريتين داخل الخلايا المعوية والخلايا الأكولة. |
| سيرولوبلاسمين                                             | يؤكسد الحديد، ويسهل للفيريتين، يثبط أخذ الميكروب للحديد                                              |
| هابتوغلوبين                                               | يربط الهيموغلوبين، يثبط أخذ الميكروب للحديد                                                          |
| أوروزوموكويد (ألفا-1-حمض غليكوبروتين، AGP)                | حامل ستيرويد                                                                                         |
| ألفا 1-أنتيتريبسين                                        | سربين، يقلل الالتهاب                                                                                 |
| ألفا 1-أنتيكيموتربسين                                     | سربين، يقلل الالتهاب                                                                                 |

## بروتينات الطور الحاد السلبية
تقل بروتينات الطور الحاد السلبية في الالتهاب. من الأمثلة عليها الألبومين وترانسفرين وترانسثيريتين والبروتين الرابط للريتينول ومضاد الثرومبين وترانسكورتين. يسعمل النقص في هذه البروتينات في الدلالة على الالتهاب. الدور الفيسيولوجي في تقليل هذه البروتينات يعود إلى الاحتفاظ ب الأحماض الأمينية لإنتاج "بروتينات الطور الحاد الإيجابية بكفاءة أكبر. من الناخية النظرية، فإن النقص في ترانسفرين قد يؤدي إلى انخفاض في مستقبلات ترانسفرين ، لكن يبدو أن المستقبلات لا تتأثر بالالتهاب.